# Vaudry
Vaudry és un municipi francès situat al departament de Calvados i a la regió de Normandia. L'any 2007 tenia 1.501 habitants.

## Demografia

### Població
El 2007 la població de fet de Vaudry era de 1.501 persones. Hi havia 618 famílies de les quals 160 eren unipersonals (56 homes vivint sols i 104 dones vivint soles), 263 parelles sense fills, 179 parelles amb fills i 16 famílies monoparentals amb fills.
La població ha evolucionat segons el següent gràfic:
Habitants censats

### Habitatges
El 2007 hi havia 682 habitatges, 631 eren l'habitatge principal de la família, 4 eren segones residències i 47 estaven desocupats. 647 eren cases i 31 eren apartaments. Dels 631 habitatges principals, 505 estaven ocupats pels seus propietaris, 120 estaven llogats i ocupats pels llogaters i 7 estaven cedits a títol gratuït; 15 tenien una cambra, 25 en tenien dues, 99 en tenien tres, 167 en tenien quatre i 326 en tenien cinc o més. 537 habitatges disposaven pel capbaix d'una plaça de pàrquing. A 290 habitatges hi havia un automòbil i a 292 n'hi havia dos o més.

### Piràmide de població
La piràmide de població per edats i sexe el 2009 era:
| Homes | Edats   | Dones |
| ----- | ------- | ----- |
| 0     | 95 o +  | 4     |
| 0     | 90 a 94 | 12    |
| 4     | 85 a 89 | 16    |
| 20    | 80 a 84 | 24    |
| 24    | 75 a 79 | 36    |
| 44    | 70 a 74 | 52    |
| 60    | 65 a 69 | 68    |
| 40    | 60 a 64 | 52    |
| 24    | 55 a 59 | 44    |
| 52    | 50 a 54 | 76    |
| 44    | 45 a 49 | 28    |
| 56    | 40 a 44 | 64    |
| 40    | 35 a 39 | 40    |
| 56    | 30 a 34 | 36    |
| 28    | 25 a 29 | 32    |
| 24    | 20 a 24 | 24    |
| 76    | 15 a 19 | 36    |
| 48    | 10 a 14 | 40    |
| 16    | 5 a 9   | 48    |
| 44    | 0 a 4   | 24    |

## Economia
El 2007 la població en edat de treballar era de 898 persones, 622 eren actives i 276 eren inactives. De les 622 persones actives 586 estaven ocupades (296 homes i 290 dones) i 36 estaven aturades (12 homes i 24 dones). De les 276 persones inactives 145 estaven jubilades, 88 estaven estudiant i 43 estaven classificades com a «altres inactius».

### Ingressos
El 2009 a Vaudry hi havia 621 unitats fiscals que integraven 1.482,5 persones, la mediana anual d'ingressos fiscals per persona era de 19.984 €.

### Activitats econòmiques
Dels 34 establiments que hi havia el 2007, 2 eren d'empreses extractives, 5 d'empreses de construcció, 9 d'empreses de comerç i reparació d'automòbils, 2 d'empreses d'hostatgeria i restauració, 2 d'empreses d'informació i comunicació, 2 d'empreses financeres, 1 d'una empresa immobiliària, 3 d'empreses de serveis, 5 d'entitats de l'administració pública i 3 d'empreses classificades com a «altres activitats de serveis».
Dels 3 establiments de servei als particulars que hi havia el 2009, 1 era una fusteria, 1 lampisteria i 1 perruqueria.
Dels 3 establiments comercials que hi havia el 2009, 1 era, 1 una botiga de mobles i 1 una botiga de material de revestiment de parets i terra.
L'any 2000 a Vaudry hi havia 22 explotacions agrícoles que ocupaven un total de 792 hectàrees.

## Equipaments sanitaris i escolars
El 2009 hi havia 2 psiquiàtrics i 1 farmàcia.
El 2009 hi havia una escola maternal integrada dins d'un grup escolar amb les comunes properes formant una escola dispersa.

## Poblacions properes
El següent diagrama mostra les poblacions més properes.